# Adriano Zanaga
Adriano Zanaga (Padua, 14 januari 1896 – Padua, 31 januari 1977) was een Italiaans wielrenner. Hij was prof tussen 1921 en 1930. Hij won Milaan-Turijn in 1922 en in 1925 ook won hij in zijn carrière een rit in de Giro van 1924. Hij nam tweemaal deel aan de Giro maar reed deze slecht één keer uit, dat was in 1929.

## Resultaten in voornaamste wedstrijden
| Jaar | Milaan-San Remo | Ronde van Lombardije |
| ---- | --------------- | -------------------- |
| 1921 |                 | 18e                  |
| 1922 | 4e              |                      |
| 1924 |                 | 9e                   |
| 1925 |                 | 4e                   |
| 1926 | 12e             |                      |
| 1929 | 4e              | Zilver               |

- Bibliothèque nationale de France: cb167537079 (data)
- International Standard Name Identifier: 0000 0004 5099 8833
- Virtual International Authority File: 316738168